# 井波駅
井波駅（いなみえき）は、かつて富山県東礪波郡井波町（現在の南砺市）にあった加越能鉄道加越線の駅（廃駅）である。また、1970年（昭和45年）7月11日までは国鉄自動車井波線の自動車駅である井波駅前駅が当駅駅前に開設されていた。駅舎は井波町が寄付金を集めて全国的に珍しい純ヒノキ造木造寺院風の建物（平屋建て一部2階建て、延床面積130 m2）で、登録有形文化財に登録されており、現在は物産展示館、バス停の待合室として使用されている。

## 歴史
- 1915年（大正4年）7月21日：砺波鉄道の福野駅 - 青島町駅（後の庄川町駅）間開業により駅開設[1][8]。
- 1919年（大正8年）9月17日：砺波鉄道が加越鉄道に社名変更、同社の駅となる[9]。
- 1925年（大正14年）9月7日：井波町大火により駅舎が焼失する[10][11]。
- 1932年（昭和7年）7月25日：当駅から富山紡績井波工場への専用線が完成する[12]。
- 1934年（昭和9年）
  - 11月11日：瑞泉寺会館が建設されたのにちなんで[5]、当駅駅舎を改築し[文献 1]、駅舎を加越能鉄道に寄贈する[5]。
  - 12月1日：当駅 - 青島町駅間に東山見駅が開業する[9]。
- 1943年（昭和18年）1月1日：富山県交通大統合により富山地方鉄道が設立[13][14]。同社の加越線の駅となる[1][9]。
- 1950年（昭和25年）10月23日：富山地方鉄道の経営分離により加越能鉄道（現在の加越能バス）が設立[15]。同社の加越線の駅となる[9][16]。
- 1951年（昭和26年）3月10日：国鉄自動車金福線福光駅 - 井波駅前間が開業し、井波駅前駅は旅客に限り取扱を行う[3]。
- 1953年（昭和28年）12月30日：金福線を金白北線と改称し[17]、同線井波駅前駅 - 小牧堰堤駅間が開業する[18]。
- 1955年（昭和30年）10月28日：金白北線を金白北本線と改称する[19]。
- 1963年（昭和38年）1月10日：金白北線福光駅 - 小牧堰堤駅間を井波線と改称する[20]。
- 1965年（昭和40年）9月11日：井波線南山見駅 - 井波駅前駅間に井波中央駅が開業する[21]。
- 1968年（昭和43年）12月13日：井波線南山見駅 - 井波駅前駅間の井波中央駅を廃止する[22]。
- 1970年（昭和45年）7月11日：井波線福光駅 - 小牧堰堤駅間における一般乗合旅客自動車運送事業を廃止する[4]。
- 1972年（昭和47年）9月16日：加越線の廃止により廃駅[1][2][9][23]。駅舎も井波町に返還され、以降は井波町物産館として、木彫刻品の展示とバスターミナルとして活用された[5]。
- 1977年（昭和52年）8月初め：井波町道大藪・山見線整備のため、工費600万円をかけて駅舎を東側に20m移築する[文献 2][24][5]。その後破損個所を修復し、同年10月に完成。売店、旅行案内所、小荷物取り扱いも再開業した[5]。
- 1996年（平成8年）12月20日：駅舎が登録有形文化財に登録される[6]。

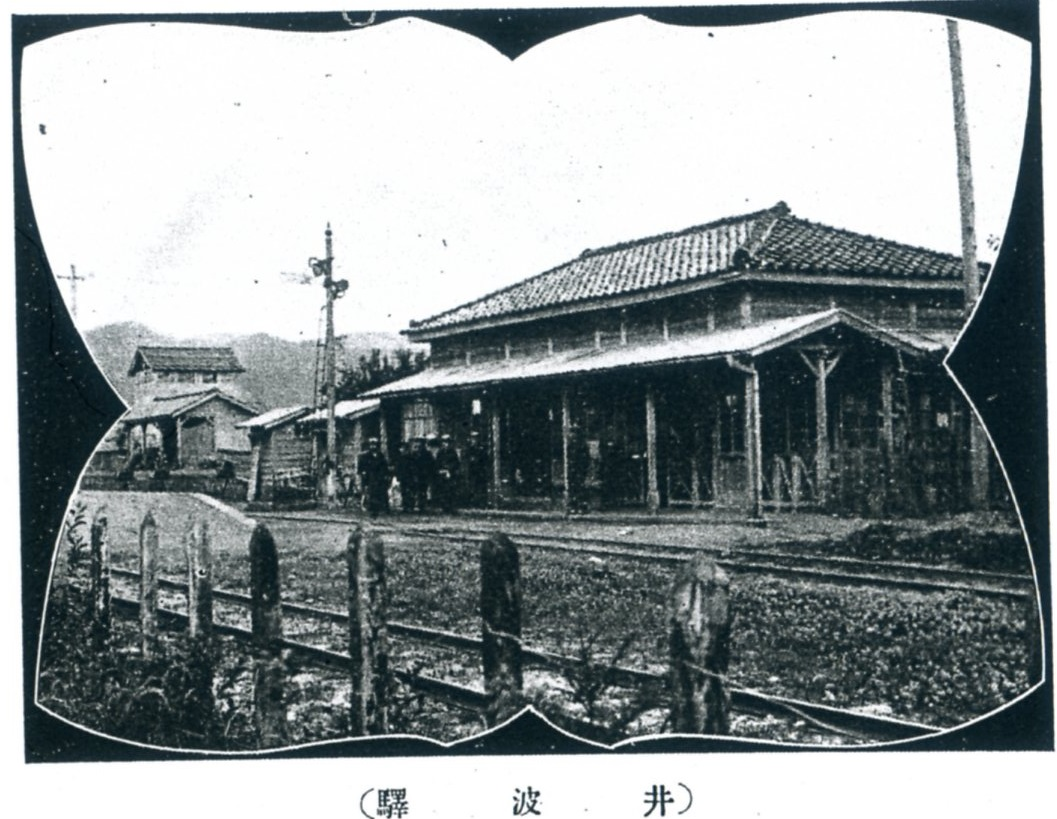
1922年（大正11年）当時の井波駅
国鉄自動車金白北線路線図
1960年（昭和35年）当時の井波駅
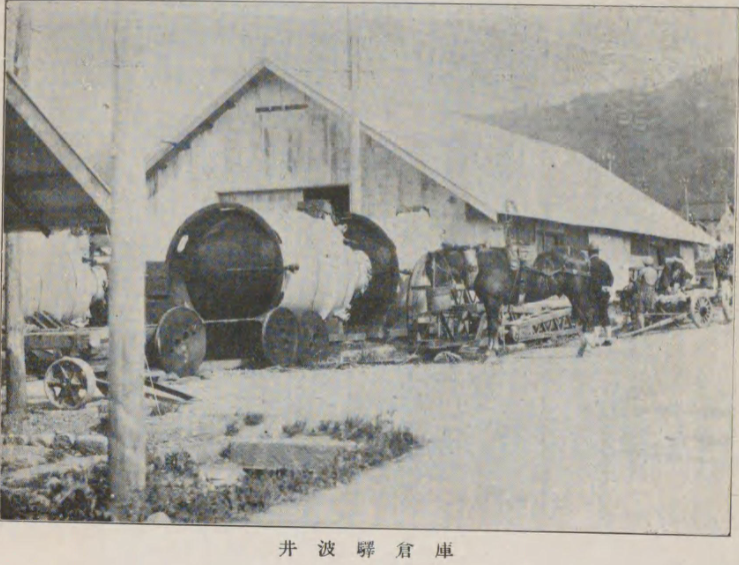
昭和初期の井波駅倉庫。祖山発電所建設にあたり、駅構内には貨車10両を収容し得る側線が設置されるなど設備が整えられ、現場までは当駅から馬を以て貨物運搬が行われた

## 駅舎
現存する駅舎は1934年（昭和9年）に完成、築地本願寺（東京都中央区）を造営した地元出身の宮大工松井角平（松井建設の創業者）が設計・施工した総檜造りの寺院風建築の建物である。また、登録有形文化財に登録されており、日本遺産井波の構成文化財にもなっている。
駅舎前には井波彫刻を施した電話ボックスがあったが、利用者の減少や維持管理上の安全性から撤去されることになった。

## 貨物取扱

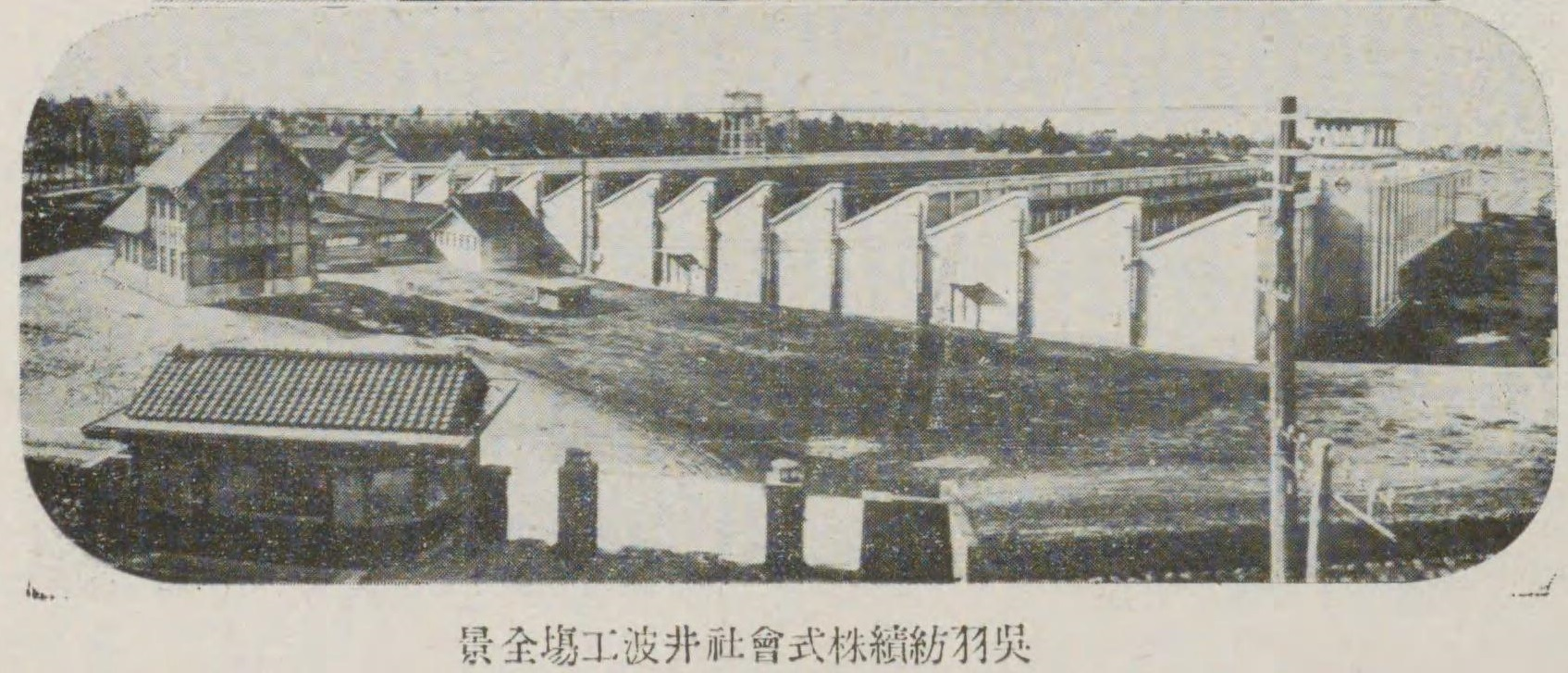
呉羽紡績井波工場

当駅においては呉羽紡績（後の東洋紡績）井波工場や大建木材工業に対する専用線発着の貨物に加え、東洋ナイロン編物や三田製薬などの工場からも繊維加工品や医薬品が発送されていた。また、当駅には構内入替機関車が常備されており、専用線発着貨物の入替を行っていた。
1951年（昭和26年）12月15日付『鉄道公報』第732号通報「専用線一覧について（営業局）」別表によると、当駅接続の専用線は次の通りであった。
- 呉羽紡績線（動力：加越能鉄道所有機関車、作業粁程：0.3粁）
- 大建木材工業線（動力：加越能鉄道所有機関車、作業粁程：0.1粁）

1970年（昭和45年）10月1日現在における当駅接続の専用線は以下の通りであった。
- 呉羽紡績線（動力：加越能鉄道所有機関車、作業粁程：0.3粁）
- 大建木材工業線（動力：加越能鉄道所有機関車、作業粁程：0.1粁）

## 隣の駅
加越能鉄道
加越線
高瀬神社駅 - 井波駅 - 東山見駅

#### 本文
1. 1 2 3 4 5  寺田 2008, p. 62.
2. 1 2  地鉄 1979, p. 180.
3. 1 2  昭和26年日本国有鉄道公示第45号（『官報』、1951年（昭和26年）3月10日、大蔵省印刷局）
4. 1 2  昭和45年日本国有鉄道公示第278号（『官報』、1970年（昭和45年）7月10日、大蔵省印刷局）
5. 1 2 3 4 5 6  『北日本新聞』1977年9月6日付朝刊15面『よいしょ・・・20メートル移動 加越能鉄道の旧井波駅』より。
6. 1 2  井波町物産展示館（旧井波駅舎） - 文化遺産オンライン（文化庁）
7. ↑  “井波物産展示館”. 自然人ネット. おでかけガイド > 登録有形文化財を訪ねる.   橋本確文堂. 2023年5月29日時点のオリジナルよりアーカイブ。2023年8月21日閲覧。
8. ↑  『官報』（13頁）、1915年（大正4年）8月2日、内閣印刷局
9. 1 2 3 4 5  今尾恵介監修、『日本鉄道旅行地図帳 全線・全駅・全廃線 6号』（33頁）、2008年（平成20年）10月、新潮社
10. ↑  赤尾芳慶監修、小山政雄編述、『富山県消防沿革史』（548頁）、1955年（昭和30年）3月、富山県消防協会
11. ↑  井波町史編纂委員会編、『井波町史 上巻』（1039から1040頁）、1970年（昭和45年）5月、富山県東礪波郡井波町
12. ↑  社史編集委員会編、『呉羽紡績30年』（21頁）、1960年（昭和35年）5月、呉羽紡績
13. ↑  地鉄 1979, p. 175.
14. ↑  朝日 2011, p. 14.
15. ↑  朝日 2011, p. 15.
16. ↑  地鉄 1979, p. 179.
17. ↑  昭和28年日本国有鉄道公示第432号（『官報』、1953年（昭和28年）12月24日、大蔵省印刷局）
18. ↑  昭和28年日本国有鉄道公示第434号（『官報』、1953年（昭和28年）12月24日、大蔵省印刷局）
19. ↑  昭和30年日本国有鉄道公示第366号（『官報』、1955年（昭和30年）10月27日、大蔵省印刷局）
20. ↑  昭和37年日本国有鉄道公示第654号（『官報』、1962年（昭和37年）12月27日、大蔵省印刷局）
21. ↑  昭和40年日本国有鉄道公示第496号（『官報』、1965年（昭和40年）9月4日、大蔵省印刷局）
22. ↑  昭和43年日本国有鉄道公示第464号（『官報』、1968年（昭和43年）12月13日、大蔵省印刷局）
23. ↑  朝日 2011, p. 21.
24. 1 2  『富山県の鉄道 1960年代～北陸新幹線開業までの記録』（2022年12月1日、服部重敬著、フォト・パブリッシング発行）245頁。
25. ↑  田口信治、『祖山発電所』（5頁、364頁及び366頁）、1931年（昭和6年）4月
26. 1 2 3  寺田 2008, p. 63.
27. 1 2 3 4  “木彫電話ボックス撤去へ　旧井波駅舎前、住民「寂しい」”.   北日本新聞. 2021年3月15日閲覧。[リンク切れ]
28. ↑  名取紀之・瀧澤隆久編、『トワイライトゾ～ン・マニュアル8』（『レイル・マガジン』第16巻15号）（135頁）、1999年（平成11年）11月、ネコ・パブリッシング
29. ↑  日本国有鉄道貨物局編、『専用線一覧表 昭和45年10月1日』（334頁）、1970年（昭和45年）、日本国有鉄道貨物局

#### 文献
1. ↑  「加越線物語〜あの頃加越線が走っていた〜」 17ページ参照
2. ↑  「加越線物語〜あの頃加越線が走っていた〜」 14ページ参照
3. ↑  「加越線物語〜あの頃加越線が走っていた〜」 10ページ参照
4. ↑  「加越線物語〜あの頃加越線が走っていた〜」 6ページ参照